# Pereon
Het pereon is een onderdeel van het exoskelet van vlokreeftjes (Amphipoda) en andere Malacostraca. Het bestaat bij vlokreeftjes uit zeven segmenten (somieten) die elk een paar eentakkige aanhangsels dragen: de pereopoden. Die zeven segmenten worden pereomeren genaamd. Aan de zijkant van de pereomeren hangen de zogenaamde epimere platen.

Algemeen bouwplan van Malacostraca

Algemeen bouwplan van een vlokreeftje